# Cantonul Saint-Pierre-2
Cantonul Saint-Pierre-2 este un canton din arondismentul Saint-Pierre, Réunion, Franța.